# Kandos
Kandos – miasto w Australii, w stanie Nowa Południowa Walia.